# 朱翊鈴 (明靖王)
朱翊鈴（1562年—1562年），明穆宗第二子，母为裕王妃李氏（即追贈孝懿莊皇后）。
朱翊鈴不足一歲就夭折，被追封为藍田王，隆慶元年（1567年）又追封為靖悼王，葬于金山。